# جيمس ميلر (كاتب)
جيمس ميلر (بالإنجليزية: James Miller)‏ هو مؤرخ وفيلسوف وكاتب أمريكي، ولد في 28 فبراير 1947.